# Château de Vachères
Le château de Vachères est un édifice situé dans la commune de Présailles, dans la Haute-Loire en région Auvergne-Rhône-Alpes.

## Histoire
Le château est une construction féodale datant des XIIIe et XIVe siècles, qui se présente comme un donjon cantonné de quatre tourelles, placé au centre d'une esplanade elle-même cantonnée de quatre tours basses. D'importants percements ont été effectués au XVIIIe siècle. Au XIXe siècle, les quatre tours ont été remontées. Auparavant, Vachère devait être une résidence fortifiée.
Le château en totalité comprenant l'ensemble de la parcelle avec les bâtiments qu'elle supporte, extérieurs et intérieurs, tel que délimité par un liseré rouge sur le plan annexé à l'arrêté est classé au titre des monuments historiques par arrêté du 12 février 2013.

## Description
Au rez-de-chaussée, l'édifice a conservé ses dispositions médiévales, divisé en deux grandes salles voûtées avec leur cheminée du XIVe siècle. La salle-à-manger, quant à elle, conserve ses boiseries et placards du XVIIIe siècle. Au premier étage se trouve une galerie décorée de boiseries dorées et peintures, un grand salon orné de panneaux de Natoire en camaïeu bleu, mais dont les dessus de porte peints par Boucher ont été remplacés par des copies. Au deuxième étage figure une chambre ornée de tentures bleues. Le grand escalier a conservé sa rampe en fer forgé, les autres pièces ont été transformées depuis le XVIIIe siècle.